# Bamberg, Staatsbibliothek, Msc.Bibl.30
Die Handschrift Bamberg, Staatsbibliothek, Msc.Bibl.30 ist ein Kodex des 13. Jahrhunderts, der das Buch Exodus mit Glossen enthält. In seinem Einband fanden sich mehrere Fragmente älterer Handschriften.

## Beschreibung
Der Kodex misst 27,7 auf 18,2 cm und umfasst 97 Blatt Pergament, die mit je 17–22 Zeilen in langen Zeilen beschrieben sind; interlinear und marginal finden sich Glossen.

## Geschichte
Der Kodex war bis zur Säkularisation im Kloster Michelsberg und wird seither in der Staatsbibliothek Bamberg verwahrt.

## Einband
Im Einband fanden sich Fragmente eines Homiliars aus dem 10. Jahrhundert, eines Tropars aus dem 11. Jahrhundert und einer Abschrift der Lex Salica aus dem 10. Jahrhundert, die von Leitschuh als „I“ bis „III“ gezählt wurden und heute eigene Signaturen haben (Msc.Bibl.30a, 30b und 30c). Es ist zu vermuten, dass es sich um Fragmente von Kodices handelt, die im Kloster Michelsberg in vollständiger Form vorhanden waren, die aber aufgrund von Beschädigungen und/oder geringerem Interesse am Inhalt zur Herstellung des Einbandes verwendet wurden.